# Alexander Kulman
Alexander Kulman (* 20. Oktober 1950 in Oberpullendorf, Burgenland) ist ein österreichischer Lehrer und Politiker (SPÖ).

## Leben
Nach Besuch der Volksschule und der Hauptschule, beide in Oberpullendorf, absolvierte Kulman von 1962 bis 1970 das humanistische Gymnasium der Redemptoristen in Katzelsdorf. 1971 ging er nach Wien, um an der Universität Wien Biologie und Chemie auf Lehramt zu studieren. 1977 wurde er Lehrer für beide Unterrichtsfächer an der Handelsakademie in Oberpullendorf. Er blieb es bis 1987.
1982 ging Kulman auch in die Politik, als er für die SPÖ zum Ersten Vizebürgermeister von Oberpullendorf gewählt wurde. 1983 übernahm er zudem die SPÖ-Ortsgruppe. Im Oktober 1987 wurde er in Wien Mitglied des Bundesrats; er blieb es bis Juni 1990.
1990 ging Kulman nach Ungarn, wo er in Budapest half, die Österreichische Schule mit aufzubauen. Im September 1990 wurde Kulman deren erster Schuldirektor. Alexander Kulman ging im Juli 2009, nach knapp 19 Jahren an der Spitze der Schule, in Pension.

## Auszeichnungen
- Im Februar 2007 bekam Kulman vom ungarischen Staatspräsidenten László Sólyom den Ungarischen Verdienstorden überreicht.
- Der österreichische Bundespräsident Heinz Fischer verlieh Kulman im Juni 2009 die Berufsbezeichnung Hofrat.